# Gryllotalpa africana
el grillo topo africano (Gryllotalpa africana) es una especie de grillo topo relativamente pequeña, nativa de África, pero existen poblaciones locales en Asia y el sur de Europa.

## Subespecies y especies similares
Ahora se entiende que  G. africana  es un complejo de especies que puede incluir especies crípticas. Estas especies crípticas solo se pueden distinguir por sus patrones de canto. Hay dos subespecies de G. africana; el Archivo de especies de Orthoptera enumera:
- Gryllotalpa africana Palisot de Beauvois, 1805
  - G. africana africana Palisot de Beauvois, 1805 (África, Portugal, subcontinente indio)
  - G. africana microphtalma Chopard, 1936 (Senegal)
- Gryllotalpa bulla Townsend, 1983
- Gryllotalpa debilis Gerstaecker, 1869
- Gryllotalpa devia Saussure, 1877
- Gryllotalpa robusta Townsend, 1983
- Gryllotalpa rufescens Chopard, 1948

## Biología
La especie es omnívora. El grillo topo africano vive bajo tierra, hace madrigueras y se alimenta de raíces de plantas, larvas y otros insectos. Sale a la superficie solo por la noche, principalmente en la temporada de apareamiento. También puede volar cuando cambia de territorio o cuando las hembras buscan machos. Los machos llaman a las hembras chirriando. Este grillo se considera una plaga en algunas regiones. 